# Replaceable You
«Replaceable You» (укр. «Вас можна замінити») — четверта серія двадцять третього сезону мультсеріалу «Сімпсони», прем'єра якої відбулась 6 листопада 2011 року у США на телеканалі «Fox».

## Сюжет
Після того, як Ліса показує Барту свій проєкт на науковий ярмарок, Барт, як і минулого року, вирішує знову зробити ліки від вошей. Після того як Ліса вказує на схожість з минулорічним проєктом хлопчик намагається придумати нову ідею. Він помічає Мартіна Принса, що підвішений на дереві за труси. Барт опускає Мартіна і просить допомогти йому на науковому ярмарку, і Мартін погоджується.
На Спрінґфілдській атомній електростанції Гомер нудьгує і засинає. Несподівано його будить жінка на ім'я Роз Девіс і каже Гомеру, що вона є його новою асистенткою, чому Гомер дуже радіє. Гомер показує Роз станцію і каже їй, що слід лестити босу — містерові Бернсу, — щоб потішити його. У відповідь Роз лестить і Гомеру.
Якось Роз доносить на Гомера, який відлучився у кінотеатр під час роботи. В результаті, Гомера понижують до помічника Роз. Остання згодом починає принижувати Гомера морально.
Барт і Мартін створюють милого робо-тюленя, хоча з'ясовується, що при неправильному підключенні дротів робот стає злим і агресивним… Робот виграє перший приз на ярмарку, що засмучує Лісу. Пізніше, у будинку для літніх, вона розповідає про це дідусеві Ейбу. Коли роботаринка підходить до Джаспера Бердлі, який довго був у депресії, то тюленя підбадьорює його. Лісу справді вражає те, що щось, зроблене Бартом, змінило чиєсь життя.
Пенсіонери дізнаються значення винаходу, тож згодом всі отримують по тюленятку, і тішаться. Це не подобається власникам похоронного бюро, які хочуть, щоб пенсіонерам було нудно, і вони вмирали швидше. Власники дізнаються про підключення дротів, і перелаштовують іграшки.
Наступного дня в будинку для літніх починається паніка через те, що тюленя спричинив смерть однієї з мешканок — місіс Ґлік. В результаті, всі іграшки беруться під арешт. Барт і Мартін ідуть до професора Фрінка, щоб той допоміг перепрограмувати роботваринок.
Після того, як Нед Фландерс бачить, що Гомер засмучений через Роз, Нед згадує, що був знайомий з Роз в Огайо. Вони були в одній християнській групі, і коли Нед обійняв її за перемогу в пробіжці, та відштовхнула його зі словами, що не може терпіти дотиків. Озброївшись цією інформацією, у Гомер з'являється план…
На АЕС Роз отримує нагороду «Працівник тисячоліття», і на церемонії Гомер наполягає, щоб Бернс обійняв її. Під час цього Роз не витримує і б'є Бернса, за що той її звільняє. Вона хвалить Гомера за те, що він набагато розумніший, ніж вона думала, хоча Гомер цього не розуміє.
Тим часом Барт, Мартін, професор Фрінк та інші «ботани» дистанційно роблять роботів знову милими, що змушує шефа Віґґама випустити їх. Зрештою, ботани повертають роботваринок до Замку пенсіонерів. Пенсіонери дякують Барту і Мартіну, після чого усі починають танцювати.

## Виробництво
Виконавчий продюсер серії Ел Джін в інтерв'ю «Entertainment Weekly» зауважив, що акторська роль запросити у шоу актрису Джейн Лінч було легко, оскільки «вона вміє доходити до крайнощів, милоти, та поєднання обох». Він також зазначив, що команда була щасливою, коли вона погодилася на роль.
В інтерв'ю сайту «Hollywood Outbreak» Лінч прокоментувала:
|  | Було надзвичайно дивовижно раз у раз піднімати погляд на його (Дена Кастелланетти ― актора, що озвучує Гомера) обличчя і говорити: «Боже мій, це той хлопець, який робить цей голос»… Це був найкращий час. Я б робила це знову і знову. Це свого роду дуже важливий етап у моїй кар'єрі. Я вкажу це як на велику справу. |

## Ставлення критиків і глядачів
Під час прем'єри серію переглянули 8 млн осіб з рейтингом 3.7, що зробило її найпопулярнішим шоу на каналі «Fox» тієї ночі.
Гейден Чайлдс з «The A.V. Club» дав серії оцінку C-, розкритикувавши обидва сюжети за відсутність хороших жартів. Він сказав, що, хоча в передумові був «певний комічний потенціал», сценаристи не змогли передати забавний матеріал.
Водночас Джош Гаррісон з «Ology» дав серії оцінку 8/10, прокоментувавши, що «цей серія „Сімпсонів“ направлена на якнайкраще шаленство».
Згідно з голосуванням на сайті The NoHomers Club більшість фанатів оцінили серію на 3/5 із середньою оцінкою 2,78/5.